# 蹴手繰り
蹴手繰り（けたぐり）とは、相撲の決まり手の一つである。

## 概要
立合いの際に相手の足を蹴り、相手の手を手繰って倒す技。通常は自分の右足（左足）で相手の右足（左足）を狙う。実際は手繰らずに蹴っただけでも相手が落ちれば決まり手として認められる。
土俵上の攻防の中で相手の足を蹴り、相手を倒せば蹴返しとなる。

## 大相撲における蹴手繰り
元関脇の海乃山や藤ノ川、元小結の二子岳、元幕内の出羽湊、星岩涛が非常に得意とし、平成期には元小結の時天空が多くの白星を挙げ、2012年3月場所5日目には当時大関だった稀勢の里に当決まり手で銀星を挙げた。
元来横綱など、上位と対戦する小兵力士が奇襲として利用する技というイメージが強く、1941年5月場所8日目、櫻錦(171cm)が双葉山に対して決めたものや、1964年7月場所4日目、海乃山(172cm)が大鵬に対して決め、大鵬を休場に追い込んだ一番などが有名である（ちなみに櫻錦の一番の決まり手は、手で双葉山の首のあたりを叩いて落としたので『飛び違い』とも言われる）。しかし、吉葉山は大型の横綱だったが当決まり手をよく使った（ただし、当決まり手で挙げた16勝のうち13勝は平幕時代であり、横綱昇進後は1勝のみであった）。
2006年11月場所8日目において、横綱朝青龍が小結稀勢の里に対して当決まり手で勝ったが、立合いの際の奇襲は横綱には相応しくないとして、横綱審議委員会から苦言を呈された。ちなみに朝青龍は、2007年7月場所9日目の雅山戦において再び当決まり手を仕掛けたが失敗に終わった（最終的な決まり手は寄り切りで朝青龍の勝ち）。
幕内の取組では2017年5月場所11日目で荒鷲が豪風に、十両の取組では2021年11月場所千秋楽で朝乃若が琴勝峰に、それぞれ白星を挙げたのが当決まり手が出た直近のケースである。朝乃若は同場所8日にも水戸龍に蹴手繰りを決めている。